# Onufry Małachowski
Onufry Michał Nikodem Małachowski herbu Nałęcz (ur. 1788 w Warszawie, zm. 1 października 1848 w Borkowicach) – hrabia w Królestwie Kongresowym w 1820, senator kasztelan w 1831.
Syn Antoniego Małachowskiego i Katarzyny Działyńskiej, brat Ludwika Jakuba i Józefa.
Ożenił się z Marią Felicją Tarnowską.
W 1817 roku był marszałkiem sejmikowym powiatu szydłowieckiego województwa sandomierskiego.
Był członkiem czynnym loży wolnomularskiej Świątynia Izis w 1811/1812 roku oraz Jutrzenka Wschodząca w 1818 roku.

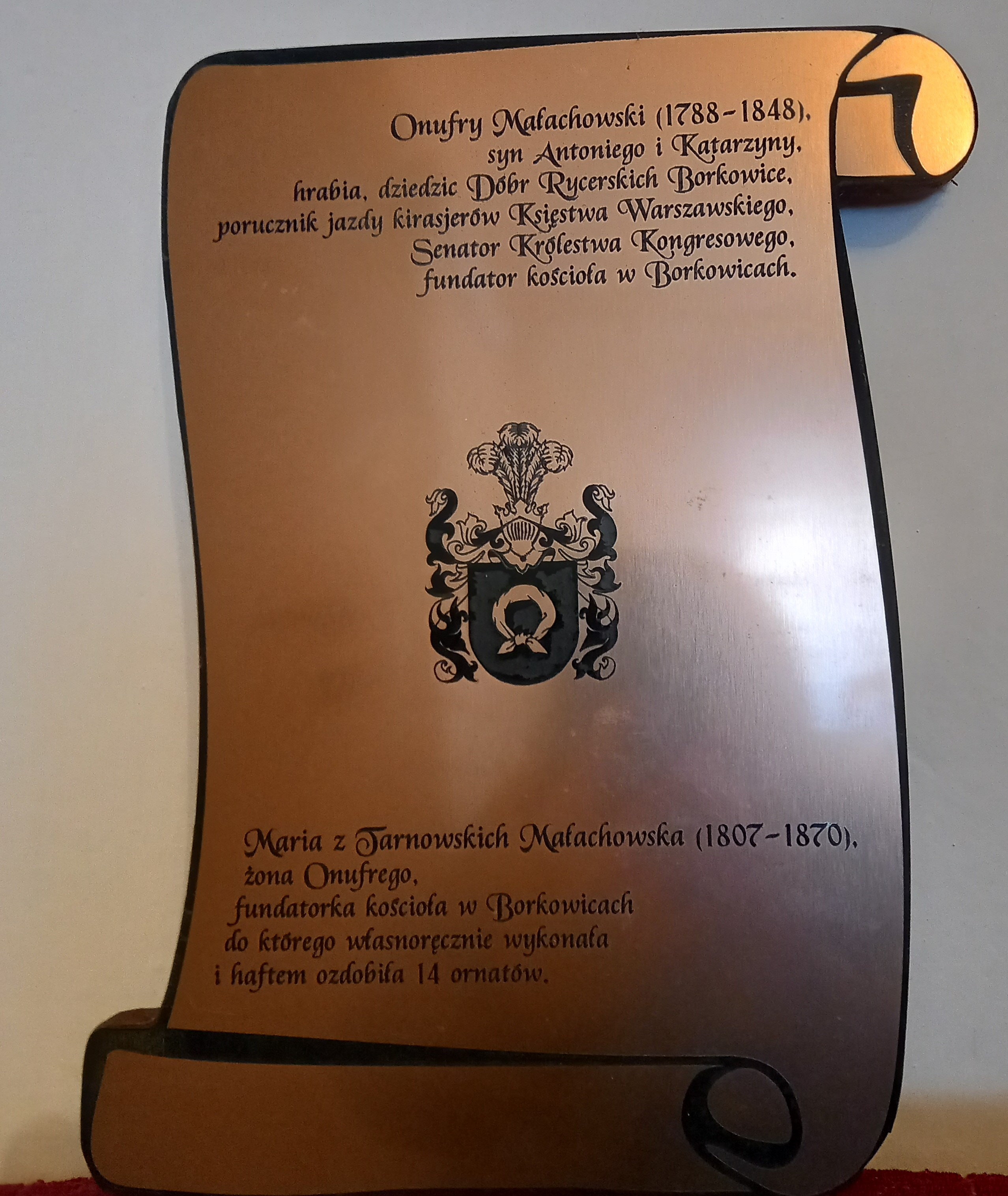
Tabliczka z informacjami o Onufrym i Marii Małachowskich znajdująca się w parafii Krzyża Świętego w Borkowicach
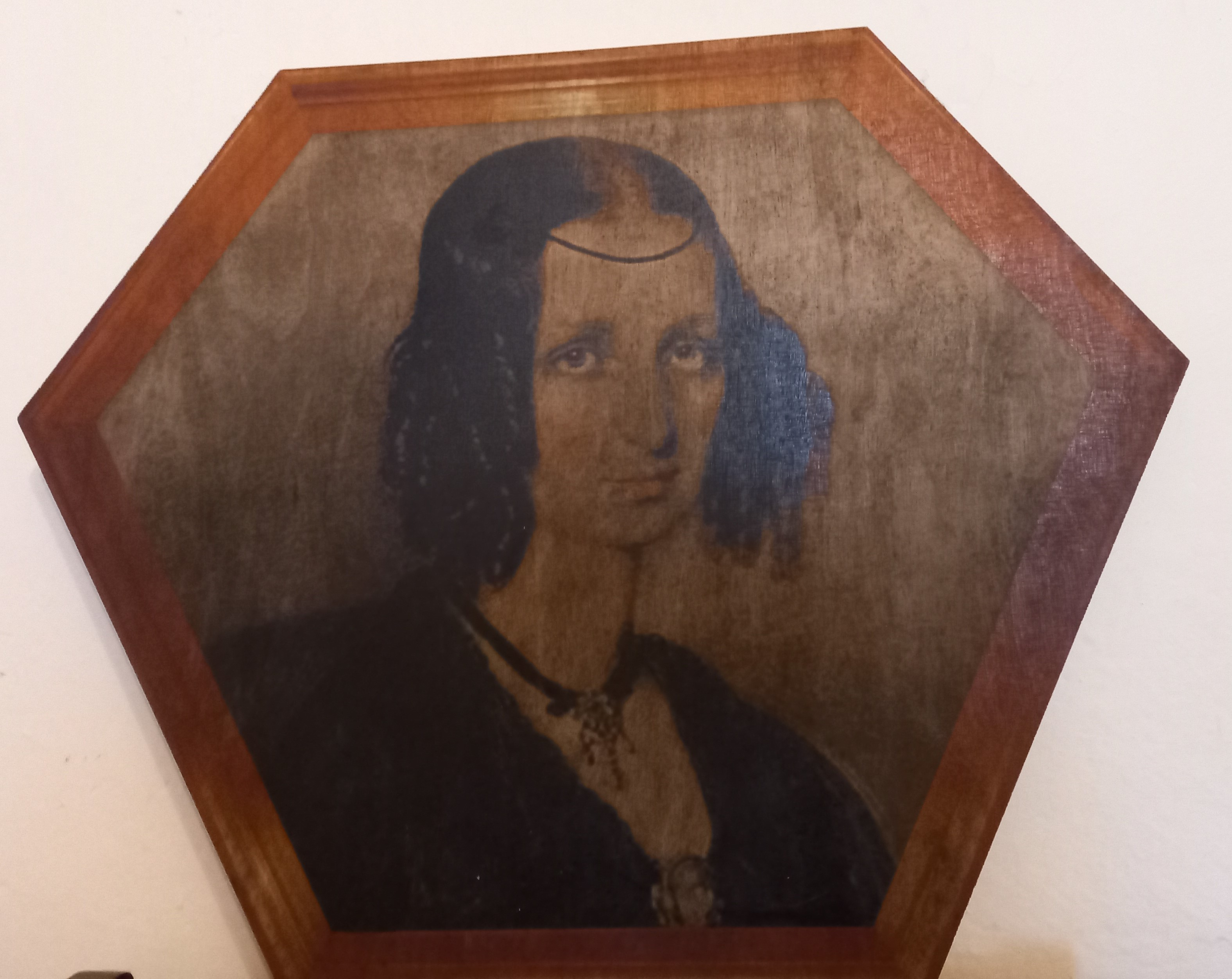
Portret trumienny Marii z Tarnowskich Małachowskiej znajdujący się w parafii Krzyża Świętego w Borkowicach